# Мозирське повстання
Мозирське повстання 1615 року — антифеодальний виступ городян Мозиря, викликаний свавіллям і тиском старости, замкової адміністрації та орендарів.

## Причини повстання
Ще 28 січня 1577 король Речі Посполитої і Великий князь Литовський, Руський і Жмудський Стефан Баторій подарував місту Мозирю магдебурзьке право, що передбачало принципи міського самоврядування. З розвитком міського самоврядування природним чином обмежувалася влада старост, що були намісниками короля (великого князя) в повіті. У той же час під впливом швидкого розвитку міського ремесла (а в першій половині XVII століття у великих містах Білорусі в середньому налічувалося 50-80 ремісницьких спеціальностей) прискорювалася консолідація міського населення і ремісників, що об'єднувалися для захисту своїх інтересів у цехи — свого роду професійні корпорації. Збереглися відомості про наявність у середині XVII століття 112 цехів в 11 містах Білорусі. Природно, все це, разом з іншими прогресивними реформами (волочна аграрна реформа 1557 року, введення Статуту Великого князівства Литовського 1588 року) вело до економічного підйому, яким і ознаменовується кінець XVI — початок XVII століття на території Білорусі.
Хоча Мозир і не був великим торговим містом і, як і раніше, переважно орієнтувався на сільське господарство (що й обумовлювало орендарський гніт), проте, розвиток ремесла і економічний підйом повною мірою стосувалися і його. Однак та обставина, що Річ Посполита вплуталася в дорогу східну авантюру з метою посадити на звільнений московський престол зразу кілька Лжедмитріїв, а також затяжна війна зі Швецією 1600-1629 років, призвели до ослаблення економіки країни, а також до посилення свавілля адміністративних чиновників на місцях (вони були зобов'язані постачати центр значними сумами на військові потреби). Так і мозирський староста Бальцер Стравінський 1615 року ухвалив рішення про підпорядкування своїй владі найзаможнішої частини городян, позбавивши їх магдебурзького права.

## Хід подій
Рішення Стравінського викликало різке відторгнення у городян і представників виборної адміністрації самокерованої частини міста. 3 жовтня 1615 року бурмістри (адміністративна посада в місті з магдебурзьким правом, серед іншого, у веденні бурмістрів перебувала міська скарбниця) Ждан Муша і Ян Крицький з городянами Дорошком-кравцем, Іваном Вовчком і Остапом Лавриновичем підняли повстання проти самоуправства старости. Його зразу ж підтримали міські низи, що додало йому гострого соціального характеру. Було створено загін з кількох сотень людей. Та обставина, що повстання спочатку підтримували представники купецтва, а також бурмістри Муша і Крицький, дозволила швидко озброїти цей загін мушкетами (які масово з'явилися на території Білорусі буквально за 10 років до описуваних подій). Було скоєно напад на замок, де перебували староста Стравінський, замкова адміністрація, деякі представники шляхти, пов'язані зі Стравінським. Під час зіткнень було вбито кількох членів замкової адміністрації. Повстанці відмовилися від виплати податків у казну. Крім того, вони конфіскували майно тих представників заможного міщанства, хто не підтримав повстання. Шляхтичам, які проживали поблизу Мозиря, під страхом смертної кари було заборонено з'являтися в місті. На деякий час повстанці повністю захопили владу в Мозирі, самостійно обрали війта, спробували провести перегляд принципів оподаткування.

## Результати повстання
Про те, чим закінчилося повстання, історичні джерела не повідомляють. Однак з протоколу розбору справи про Мозирське повстання у великокняжому суді можна зрозуміти, що процес тривав кілька місяців. Суд був змушений був піти на поступки повстанцям. У 1622 році їм повернули магдебурзьке право і передали городян під юрисдикцію самоврядування, в дохід міської скарбниці передали збори з ремесла і торгівлі. Це дозволяє вважати, що повстанці не були розбиті урядовими загонами (і без того надмірно зайнятими на двох фронтах), а дійшли згоди з представниками короля.
Крім того, є інформація, що 1616 року (тобто вже через рік після повстання) староста Бальцер Стравінський заснував костел, названий Фарним. Це означає, що на той час Стравінський мав колишні владні повноваження.